# Клодніцький Михайло Михайлович
Миха́йло Миха́йлович Клодні́цький (1990—2023) — український військовик, учасник російсько-української війни, кавалер ордена «За мужність» III ступеня.

## Життєпис
Народився 30 вересня 1990 в м. Івано-Франківськ, але зростав у селі Хотимир.
Після 16 років повернувся до Івано-Франківська. Закінчив Івано-Франківське вище професійне училище сервісного обслуговування техніки, де здобув професію електромеханіка. У період з 2009 по 2010 рік проходив строкову службу в протиповітряній обороні міста Львів.
У професійному житті змінив кілька фахів та відвідав багато країн. Вивчився на водолаза-рятувальника і з 2011 по 2012 рік, а також з 2020 по 2022 роки працював водолазом-рятувальником при Державній службі надзвичайних ситуацій в Івано-Франківській області.
Під час повномасштабної війни з 25 лютого 2022 р. добровільно став на захист України у 102 бригаді територіальної оборони. Пізніше служив у 78-му окремому десантно-штурмовому полку «Ґерць». Обіймав посаду командира розвідувального відділення розвідувального взводу, молодший сержант.

## Загибель
Загинув поблизу села Вербове Запорізької області. Коли ворог здійснив атаку з дрона, боєць прикрив собою побратимів. Залишилися дружина, син, мати, батько, брат.

## Нагороди
- Орден «За мужність» ІІІ ступеня
- Почесний нагрудний знак 102 бригади ЗСУ «Хрест Розвідника»
- медаль «Ветеран війни»
- медаль «Учасник бойових дій»
- відзнака «За честь та звитягу»
- медаль «За звитягу».